# Nancy Harkness Love
Nancy Harkness Love, född Hannah Lincoln Harkness 14 februari 1914 i Houghton i Michigan, död 22 oktober 1976 i Martha's Vineyard i Massachusetts, var en amerikansk pilot och överstelöjtnant vid den amerikanska arméns flygvapenenhets transportflygkommando under andra världskriget.

## Barndom och utbildning
Nancy Harkness Love föddes 1914 som dotter till Robert Bruce Harkness och Alice Graham Harkness (född Chadbourne) i Houghton, en liten stad på Keweenawhalvön i nordvästra Michigan, som bland annat hyser Michigan Technological University. Hennes far var verksam som läkare i staden och familjen var välbeställd, vilket tillät henne att redan vid en tidig ålder utveckla och befästa ett brinnande intresse för flyget. Flyget var vid den här tiden en tämligen ny och ofta farlig sysselsättning, men det tilltalade Love, som beskrivs som ett äventyrslystet och rastlöst barn. Som trettonåring var hon en av flera tusen åskådare, som den 21 maj 1927 bevittnade Charles Lindbergs landning på Le Bourget utanför Paris, efter dennes historiska soloflygning över Atlanten. Hon hävdade senare att den upplevelsen inte nämnvärt hade påverkat hennes flygintresse "även om det borde ha gjort det", som hon själv uttryckte det. Det som befäste hennes vilja att bli pilot var när hon 1930 fick flyga för första gången. En pilot på besök i Houghton sålde flygturer för "en penny pundet" och efter landningen började Love tjata på sina föräldrar om att få ta flyglektioner. Moderns protester och påpekanden, att "trevliga, unga damer ägnar sig inte åt sådana saker", hjälpte inte. Samma höst, vid 16 års ålder, tog hon sin första flyglektion och inom en månad erhöll hon sitt flygcertifikat för privat bruk.
| Flygcertifikat                     | Flygcertifikat |
| ---------------------------------- | -------------- |
| Licensnivå                         | Utfärdande     |
| Privat                             | 7 nov. 1930    |
| Kommersiell                        | juli 1933      |
| Instrumentbehörighet               | nov. 1940      |
| Tabellen är hämtad ur Hyatt (2009) |                |

Sin grundläggande skolning fick hon vid internatsamskolan Milton Academy i Milton, Massachusetts. De hade strikta uppföranderegler, som bland annat innefattade ett förbud mot flygning. Att bryta mot regeln innebar relegering, men Love lyckades hålla sitt flygcertifikat hemligt och smet regelbundet iväg till närliggande Boston, där hon kunde hyra ett flygplan för några timmars flygning åt gången. När hon efter sina grundskole- och high school-examina flyttade till Poughkeepsie i New York, för studier vid Vassar College, blev det istället först till flygplatsen i Poughkeepsie och därefter till Cape Cod och flygplatsen där, som hon ställde sin håg. Som enda elev med flygcertifikat blev hon mycket uppmärksammad och kallades det första året för "The Flying Freshman" (sv. "den flygande förstaringaren"). Uppmärksamheten gjorde att hon kunde passa på att tjäna lite extrapengar, genom att erbjuda sina medstudenter flygturer mot betalning – och det rådde ingen brist på kunder. Detta trots att hon inte var helt förskonad från olyckor: hon genomförde en dramatisk nödlandning på en äng utanför Vassar, med två klasskamrater som passagerare; på Poughkeepsies flygplats fick hon det plan hon och hennes instruktör flög att haverera, vilket ledde till att instruktören förlorade synen på ena ögat; och hon gjorde en så våghalsig och låg överflygning över universitetsområdet, att rutorna skallrade och hon själv blev avstängd under två veckor och dessutom förbjöds att flyga under resten av terminen. Men de små flygjobb hon fick under sin tid vid Vassar var en erfarenhet, som skulle visa sig värdefull. Hennes familj drabbades så hårt av den ekonomiska krisen att Love i januari 1934 måste avbryta sin utbildning.

## Mellankrigstiden

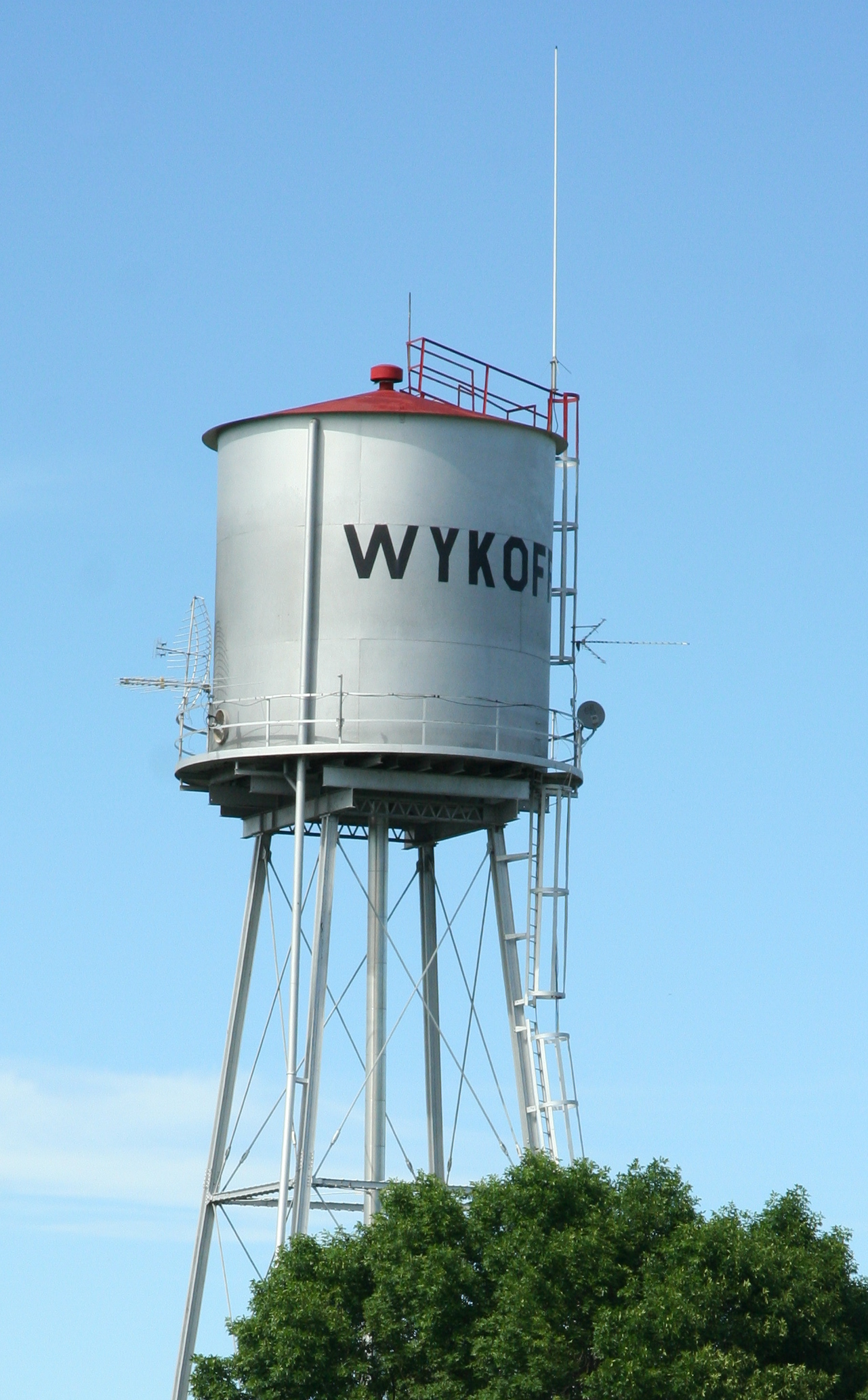
Bild 1. Vattentornet i Wykoff, Minnesota, är ett exempel på hur vattentorn märktes med ortnamn för att underlätta flygnavigering.

För första gången i livet stod Love utan försörjning, men inte särskilt länge. Hennes flygerfarenhet visade sig vara efterfrågad och hon kunde snabbt få anställning som flygplansförsäljare och demonstrationspilot, först vid Beechcraft och därefter WACO Aircraft. Men det var inte bara hennes flygkunskaper som var efterfrågade. Flygning sågs som något maskulint och tanken var att få de presumptiva kunderna att tänka, att "om en flicka kan göra det, så kan vem som helst göra det". Senare under 1934 tog hon anställning vid Inter-City Air Lines, ett flygbolag som var baserat i Boston. Bolaget drevs och ägdes av Robert M. Love, en ung man som var utbildad vid Princeton och MIT och som också var major i reserven för Army Air Corps (AAC).
| Arbete 1934–1942                                                                 | Arbete 1934–1942 |
| -------------------------------------------------------------------------------- | ---------------- |
| Arbete och arbetsplats                                                           | Tidsperiod       |
| Försäljnings- och demonstrationspilot, Boston                                    | 1934–35          |
| Flygmärkning, Bureau of Air Commerce                                             | 1935–36          |
| Testpilot, Hammond Model Y                                                       | 1936–37          |
| Testpilot, Gwinn Aircar, Buffalo                                                 | 1937–38          |
| Försäljnings- och demonstrationspilot, eget företag, Boston                      | 1938–42          |
| Tabellen är sammanställd utifrån Hyatt (2009) och National Aviation Hall of Fame |                  |

Love arbetade för Inter-City Air Lines under ett år innan hon började vid Bureau of Air Commerce, en kortlivad (1934-1938) statlig myndighet som bildades ur Aeronautics Branch vid Department of Commerce som en del av president Franklin D. Roosevelts omstrukturering av USA:s federala myndigheter under och efter den ekonomiska krisen på 1930-talet. Inom Bureau of Air Commerce var hon knuten till Airmarking Section (sv. ung. "flygmärkningsavdelningen") och ett projekt där vattentorn och byggnader över hela USA märktes med namnet på den stad där de stod, som navigeringsstöd för piloter (bild 1). Men hon hade inte släppt kontakten med Robert Love i Boston. I januari 1936 gifte de sig och Love började återigen arbeta för Inter-City Air Lines. Men samtidigt tog hon andra påhugg, bland annat som testpilot. Mellan 1936 och 1938 arbetade hon med testflyningar, först i en Hammond modell Y, den första ptototypen av det som skulle bli "säkerhetsplanet" Stearman-Hammond Y-1, och därefter i en Gwinn Aircar, som hade utrustats med ett nytt, trehjuligt landställ, som senare blev standard på många flygplansmodeller. Love var inte lika utåtriktad eller välkänd som Jacqueline Cochran, men hon fick ändå en del uppmärksamhet i olika medier, ibland för sin kompetens, men oftast för sitt utseende. Hon var i intervjuer alltid noga med att tona ner bilden av sig själv som en ovanligt kompetent kvinna, som trots sin femininitet kunde hantera så komplicerade tingestar som flygmaskiner:
| ”                                                                          | Jag tror kanske att det som vore bäst att betona när det gäller mitt flygande, om någon undrar, är det faktum att det är helt odramatiskt — du vet, en "alla kan göra det"-grej. | „ |
| – Nancy Harkness Love (ur ett brev daterat den 14 dec. 1937), Hyatt (2009) | |   |
Kort efter att Nazityskland hade gått in i Frankrike, i maj 1940, skrev Love till överstelöjtnant Robert Olds. Olds var för tillfället placerad vid Air War Plans Division (AWPD) vid United States Army Air Corps (USAAC), men skulle ett år senare leda grundandet av Air Corps Ferrying Command (ACFC) vid Air Transport Command (USAAF-ATC). I sitt brev skrev Love att hon hade hittat 49 utmärkta kvinnliga piloter, var och en med mer än 1 000 flygtimmar, som skulle kunna hjälpa till att frakta militärflygplan från fabrikerna till sina respektive baser. Olds tyckte om idén och sammanställde en plan om integrering av civila, kvinnliga piloter i ACFC, som han skickade till general Henry H. "Hap" Arnold, befälhavare över den amerikanska arméns flygvapenstyrkor, United States Army Air Forces (USAAF). Också general Arnold tyckte om idén, men avslog trots det förslaget efter att Jacqueline Cochran hade avkrävt honom ett löfte, att inte driva igenom några förslag rörande kvinnliga piloter, som inte samtidigt innebar att dessa blev underofficerare under befäl av andra kvinnor.

## Andra världskriget

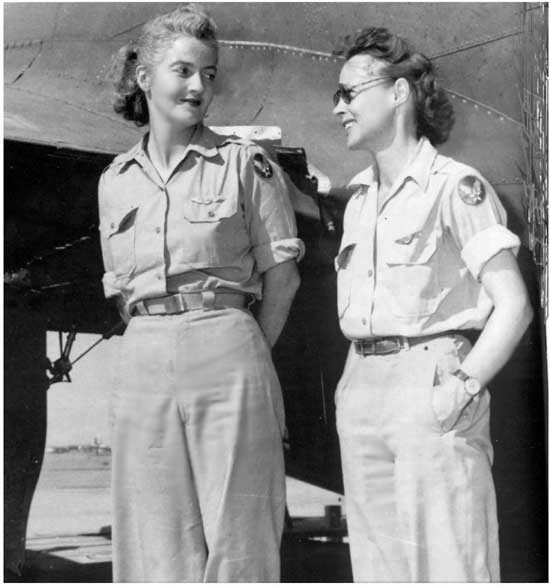
Bild 2. Nancy Love, pilot (t.v.) och Betty Huyler Gillies, andrepilot (t.h.), de första kvinnorna att flyga det tunga bombflygplanet Boeing B-17, även kallat den flygande fästningen.

Under de två första åren av andra världskriget var USA officiellt en neutral stat. Men i och med den japanska attacken mot Pearl Harbor den 7 december 1941 och Nazitysklands och Kungariket Italiens därpå följande krigsförklaringar mot USA, blev landet en stridande part på de allierades sida. Som en följd av detta kallades Loves make Robert Love tidigt under 1942 in till aktiv tjänst som vice stabschef vid ACFC, vars högkvarter låg i Munitions Building i Washington, D.C. Love följde med honom till Washington och fick den 11 mars en civil tjänstemannaposition vid verksamhetskontoret för ACFC:s nordöstra sektor i Baltimore i Maryland. Hon kom därmed att tillhöra Domestic Division (sv. "inrikesdivisionen"), under befäl av överste William H. Tunner. Domestic Division stöptes några månader senare om till Ferrying Division (sv. "leveransflygdivisionen"), förlagd under Air Transport Command (ATC), och Loves arbetsplats bytte därmed namn till 2nd Ferrying Group.
| US Army Air Forces (USAAF) 1942–1948                     | US Army Air Forces (USAAF) 1942–1948 |
| -------------------------------------------------------- | ------------------------------------ |
| Postering                                                | Tidsperiod                           |
| Air Transport Command Baltimore, Maryland                | mars 1942 – sept. 1942               |
| Women's Auxiliary Ferrying Squadron Wilmington, Delaware | sept. 1942 – aug. 1943               |
| Women Airforce Service Pilots Cincinnati, Ohio           | aug. 1943 – dec. 1944                |
| Air Transport Command                                    | dec. 1944 – 1948                     |

Under tiden vid ACFC:s verksamhetskontor pendlade Love dagligen i sitt eget flygplan mellan parets hem i Washington och kontoret i Baltimore. Major Loves kontor låg nära överste Tunners och under en konversation mellan de båda nämnde majoren i förbifarten att hans hustru flygpendlade och berömde hennes skicklighet som pilot, vilket fångade Tunners uppmärksamhet. Han höll just på att leta efter erfarna piloter, som kunde leverera nybyggda flygplan från fabrikerna till de olika flygbaserna i landet. Major Love nämnde då Loves förslag från 1940 och föreslog att Tunner själv skulle ta upp frågan med hustrun.
Under mötet mellan Love och Tunner lyckades hon övertyga översten om, att det var en god idé att använda erfarna, kvinnliga piloter för att förstärka och komplettera den befintliga pilotkåren. Han bad henne att skriva ett förslag till en kvinnlig leveransflygdivision och skickade en sammanfattning av mötet till sin närmaste överordnade, brigadgeneral Harold L. George, med rekommendationen, att Love och de andra kvinnliga piloterna skulle ges officersfullmakt och posteras vid Women's Army Corps (WAAC). Det visade sig att Love hade gjort ett mycket gott intryck på Tunner. När hans rekommendation avslogs av arméledningen, så utsåg han henne istället till Executive of Women's Pilots (sv. ung. "chef för enheten för kvinnliga piloter"), med postering i hans egen stab, för att hon skulle kunna fortsätta att arbeta med projektet. Under hösten 1942 godkände till slut general Arnold Loves och Tunners förslag, efter flera års vacklande i frågan, och krigsminister Henry Stimson utnämnde Love till chef för en nybildad flygflottilj: Women’s Auxiliary Ferrying Squadron (WAFS). Inom några månader hade hon rekryterat 29 erfarna, kvinnliga piloter och i september samma år började WAFS flyga från basen vid arméns flygfält New Castle Army Air Field i Wilmington, Delaware, som en del av 2nd Ferrying Group. Love var medveten om att minsta snedsteg skulle kunna få arméledningen att avblåsa projektet. Hon krävde av sina piloter att de skulle föra sig på ett absolut oförvitligt sätt och tog tjuren vid hornen när journalister var mer intresserade av hur piloterna inom WAFS såg ut i uniform, än hur det kom sig att de bar uniform:
| ”                                                   | Framställ oss inte som en militär glamourenhet, det är vi inte. Det finns varken utrymme eller tid för glamour inom W.A.F.S., vi har ett viktigt jobb att utföra. | „ |
| – Nancy Harkness Love, McNeill (red.) et al. (2004) | |   |
Allteftersom fler manliga piloter kallades in till stridande enheter ökade WAFS verksamhet. I juni 1943 förde därför Love befäl över fyra olika flottiljer inom WAFS: vid Love Field i Texas, New Castle i Delaware, Romulus i Michigan och Long Beach i Kalifornien. Antalet kvinnor som var inskrivna i WAFS hade ökat betydligt när de första studenterna vid Women's Flying Training Detachment (WFTD) examinerades. WFTD var placerat vid Avenger Field i Sweetwater i Texas och leddes av Jacqueline Cochran. Den uppgift som WFTD var tänkt att utföra var i allt väsentligt densamma som den WAFS hade, det vill säga att frakta nytillverkade flygplan från fabriker till flygbaser. Den 5 augusti 1943 slogs därför WAFS samman med WFTD till en enda, gemensam organisation: Women Airforce Service Pilots (WASP). Love utsågs till befäl över samtliga leveransflygoperationer som WASP hade tilldelats. Under hennes befäl flög piloter nästan alla militära flygplanstyper, som vid den tiden fanns inom USAAF. Hon var första kvinna att certifieras som pilot för fyra amerikanska militärflygplan: jaktflygplanet P-51 Mustang, transportflygplanet C-54 Skymaster, bombflygplanet B-25 Mitchell och, tillsammans med Betty Gillies, det tunga bombflygplanet Boeing B-17. Allt som allt certifierades hon för 16 olika typer av militärflygplan; utöver de som nämns ovan bland annat C-47 Skytrain och North American A-36.
Men hur väl WAFS/WASP än utförde sitt arbete, var allmänheten och arméledningen fortsatt skeptiska till kvinnor i traditionellt manliga, militära roller. En händelse 1943 visar hur känsligt det kunde vara. Den sommaren ombads Love att utföra ett viktigt flyguppdrag, som om det hade genomförts som planerat i hög grad skulle ha utvidgat omfattningen av WAFS verksamhet. Storbritannien hade begärt 100 B-17-plan för att kunna flyga längre in över Europa än de kunde med sina egna Lancasterplan. Överste Tunner lät Love veta att hon och hennes andrepilot, Betty Huyler Gillies, skulle bli de första kvinnliga piloterna att flyga ett militärflygplan mellan Nordamerika och Europa. Samma dag som flygningen var tänkt att starta fick general Arnold höra talas om uppdraget. Av rädsla för en folkstorm i det fall en kvinnlig pilot skulle skjutas ner av fientlig eld, beordrade han omedelbart ett flygförbud för Love och Gillies. Just som Love hade startat sitt B-17 och började taxa ut mot rullbanan kom en officer körande i full fart emot dem, viftande med ett iltelegram. Meddelandet var från general Arnold och löd: "UPPHÖR OCH AVSTÅ, INGA WAFS SKALL FLYGA UTANFÖR USA:S SAMMANHÄNGANDE FASTLANDSGRÄNS". Love och Gillies fick helt enkelt avbryta starten och stänga av motorerna. En fotograf, som var på plats för att dokumentera starten, tog ett fotografi av de båda besvikna piloterna, precis när de hade lämnat planet (bild 2).

Bild 3. Nancy Love, 28 år gammal (1942), under sin tid som chef för WAFS. Bilden är en officiell propagandabild tagen av Office of War Informations avdelning för utlandsverksamhet.

Piloterna inom WASP hade officersprivilegier, men de införlivades aldrig formellt som en officiell del av USAAF, trots att både Cochran och Love hade blivit försäkrade om att så skulle bli fallet. De förblev civilanställda och som sådana hade de, trots det riskfyllda arbete de utförde, ingen rätt till vare sig olycks- eller dödsfallsersättning. Under 1944 debatterade USA:s kongress flera lagförslag om att militarisera WASP. Men samtliga förslag stötte på hårt motstånd från röststarka personer, bland annat journalisten och kolumnisten Drew Pearson, och samtliga förslag röstades också ner. Under de sista månaderna var WASP-programmet under ständig attack i medierna. "INTE SKAPAD AV KONGRESSEN", trumpetade en rubrik. En skribent citerade en anonym källa, som förutspådde en nära förestående nedläggning av organisationen. "En morgon kommer vi att vakna", sade källan, "och upptäcka att det inte längre finns några WASPS som kan stinga skattebetalarna och ta flygjobb från verkligt erfarna män". Som en följd av ett ökat politiskt tryck och den ökande tillgången på manliga piloter, upplöstes WASP den 20 december 1944. Ingen av piloterna inom WASP tillerkändes någon pension eller några veteranförmåner, och de efterlevande till piloter som dödats i tjänsten erhöll ingen efterlevnadspension. WASP-piloternas insatser under kriget ignorerades helt av den amerikanska staten under de följande 30 åren.
Efter upplösningen av WASP blev Love kvar vid Air Transport Command, där hon fick till uppgift att sammanställa rapporter om ATC:s verksamhet. Hon fortsatte att hålla kontakten med de kvinnor, som hade varit medlemmar av WAFS/WASP och var med om att grunda kamratföreningen Order of Fifinella (OoF; sv. "Fifinellaorden"), som skulle komma att kämpa för att få bli en krigsveteranförening. Namnet Fifinellaorden togs från en typ av smådjävul i en sagobok av Roald Dahl, The Gremlins, från 1943. De kvinnliga smådjävlarna hade vingar och kallades kollektivt för "fifinella". Rättigheterna till namnet "fifinella" och bilderna i boken var Walt Disney. Men efter att WFTD-medlemmen Byrd Granger kontaktat Disney med en förfrågan om de fick använda namnet Fifinella i namnet på sin tidning, så svarade Disney en vecka senare, den 29 januari 1943, med att inte bara ge dem rätt att använda namnet, ut gav dem även rättigheterna till ett för ändamålet specialritat uniformsmärke, med en "fifinella" som i full fart flyger emot betraktaren.
1945 hemställde USAAF till president Harry S. Truman att han personligen skulle underteckna beslutet att tilldela Love utmärkelsen Air Medal, vilket Truman också gjorde. Hon och hennes make visades den ovanliga hedersbetygelsen att dekoreras under en och samma utdelningsceremoni. Hon fick sin Air Medal för sitt "operativa ledarskap under den framgångsrika utbildningen och uppdragstilldelningen av fler än 300 kvalificerade kvinnliga flygare i framförandet av avancerade militära flygplan", och Robert Love fick motta utmärkelsen Distinguished Service Medal.

## Efterkrigstiden

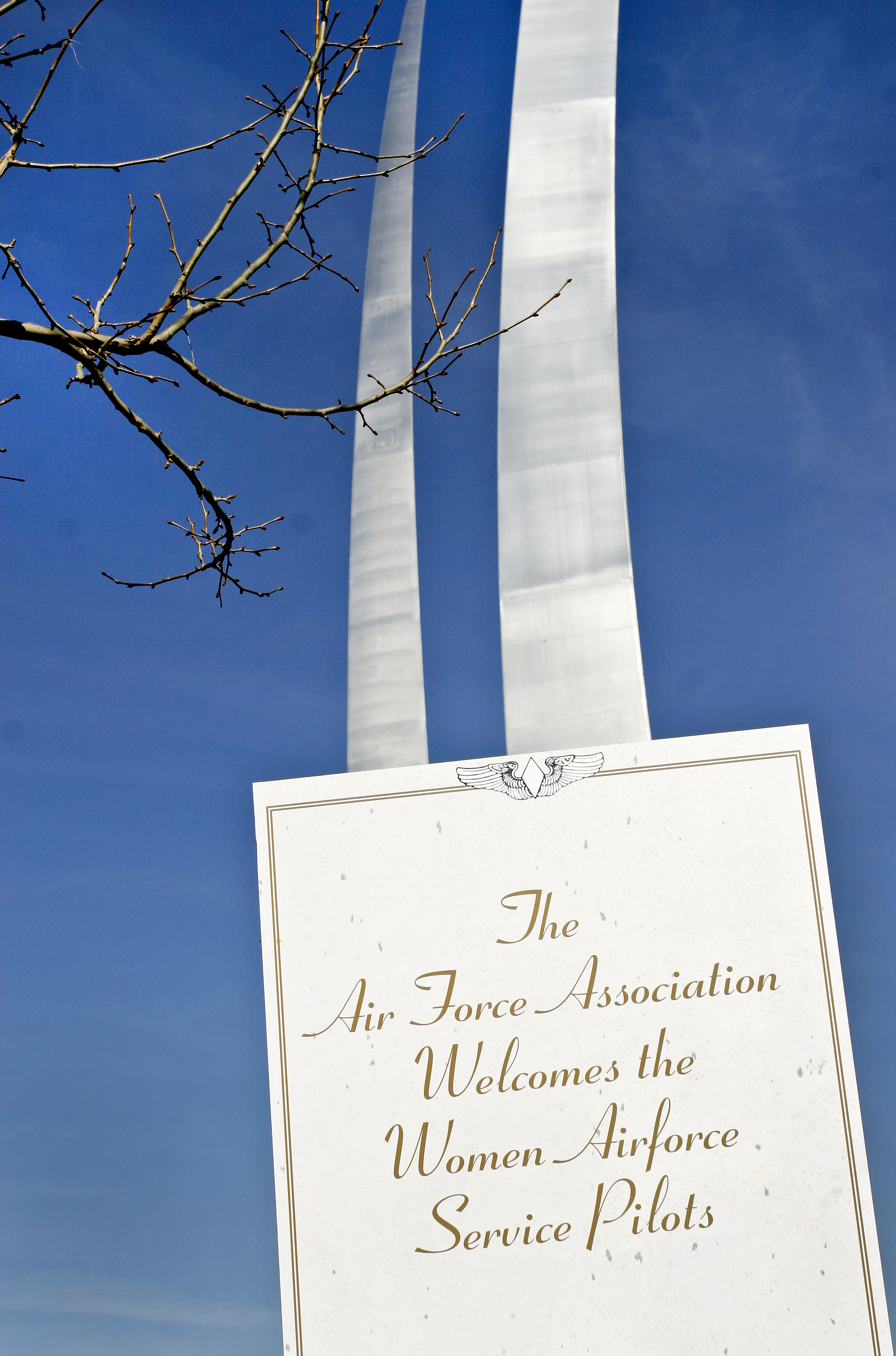
Bild 4. Sedan 1977 är också de före detta piloterna i WFTD/WAFS/WASP välkomna i den amerikanska, militära familjen.

Efter att USA:s flygvapen hade bildats 1948 utnämndes Love till Lieutenant Colonel i reserven, United States Air Force Reserves (numera Air Force Reserve Command (AFRC)), och pensionerades därefter från flygvapnet. Hon blev hemmafru och tog hand om parets tre döttrar, men hon förblev aktiv inom amerikansk flygindustri och kämpade för att kvinnorna som hade flugit för WASP skulle erkännas som militära veteraner. Det var en kamp som kvinnorna inom WASP skulle vinna, men det blev en seger som Love aldrig hann uppleva. Hon avled i cancer 1976, vid 62 års ålder. Hennes före detta andrepilot, Betty Gillies, förklarade i en intervju strax efter Loves bortgång hur viktig Love hade varit för de som deltog i WAFS/WASP: 
| ”                                                   | Att WASP-programmet lyckades så väl som det gjorde inom Ferrying Division, berodde till stora delar på Nancy Loves förmåga att organisera, att leda och att samarbeta med "makthavarna" inom divisionen. Hon var respekterad av alla hon kom att arbeta med, [ett arbete som löpte] smidigt och effektivt från starten i september 1942 till nedläggningen i slutet av december 1944. | „ |
| – Betty Huyler Gillies (1976), WASP Digital Archive | |   |
Ett år efter Loves död, på hösten 1977, röstade båda kamrarna – kongressen och senaten – igenom ett förslag, som både tillerkände WASP militär status och som gav de kvinnliga piloterna rätt att ansöka om veteranförmåner. Och i november samma år skrev en av de starkaste motståndarna till förslaget, president Jimmy Carter, under lagen. För många av WASP-piloterna betydde segern mer än rätten till statligt, ekonomiskt stöd. Det var ett erkännande av det faktum att de hade tjänat sitt land, att de hade bidragit till USA:s insats under andra världskriget och ett erkännande av det rent praktiska, ofta farliga arbete, som de utförde under kriget. En WASP-veteran menade att lagen "gav familjerna till de flickor som dog en känsla av att de dog för sitt land". Segern innebar också, att general Arnold några dagar efter kongressens beslut stolt kunde berätta för en WASP-medlem, att hon både kunde och borde placera den amerikanska flaggan på graven till en WASP-kollega som dog i tjänsten, för att hedra hennes minne på Veterans Day.

## Hedersbetygelser
1945

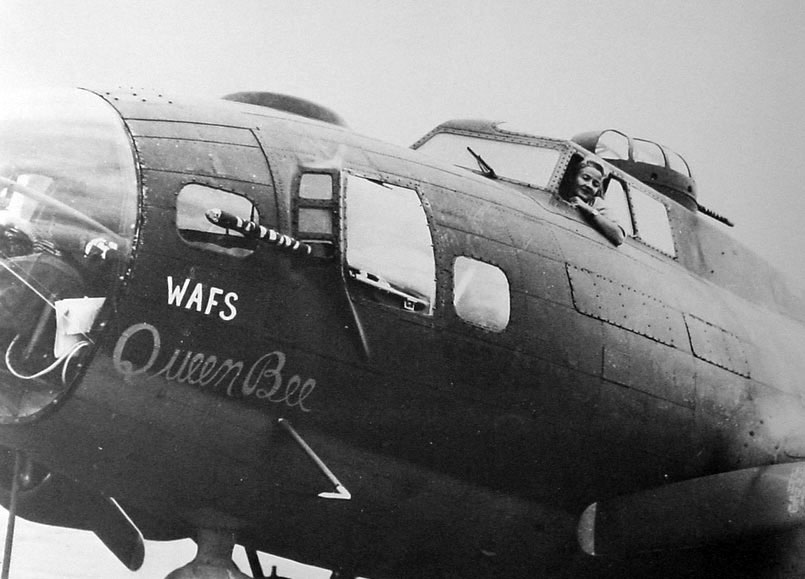
Bild 4. Nancy Love bakom spakarna i ett Boeing B-17 Flying Fortress.

- Mottar den militära utmärkelsen Air Medal.[3]

1976
- Utses, strax innan sin död, till Årets kvinna av Order of Fifinella, kamrat- och veteranorganisationen för WAFS/WASP-medlemmar.[7]

1989
- Postumt invald som medlem av Michigan Aviation Hall of Fame i Portage, Michigan.[21]

1997
- Postumt invald som medlem av Michigan Women's Hall of Fame i Lansing, Michigan.[22]

2005
- Postumt invald som medlem av National Aviation Hall of Fame i Dayton, Ohio.[7]